# Gordon Jenkins
Gordon Jenkins (ur. 12 maja 1910 w Webster Groves w stanie Missouri, zm. 1 maja 1984 w Malibu w Kalifornii) – amerykański aranżer, kompozytor, autor tekstów, dyrygent i producent muzyczny.
Popularny w latach 40. i 50. XX w. Współpracował m.in. z Frankiem Sinatrą, Louisem Armstrongiem, Judy Garland, Andrews Sisters, Natem Kingiem Cole’em, Bennym Goodmanem. W 1938 przeniósł się do Hollywood.
Wybrane kompozycje: "P.S. I Love You", "Goodbye", "I Thought about Marie", "When a Woman Loves a Man", "This Is All I Ask", "How Old Am I?", "I Loved Her", "That’s All There Is (There Isn't Anymore)", "Blue Evening", "Blue Prelude", "San Fernando Valley", "You Have Taken My Heart", "The Man Who Loves Manhattan".